# Habrotrocha stenostephana
Habrotrocha stenostephana är en hjuldjursart som beskrevs av Schulte 1954. Habrotrocha stenostephana ingår i släktet Habrotrocha och familjen Habrotrochidae. Inga underarter finns listade i Catalogue of Life.